# اومان (پرو)
اومان (به اسپانیایی: Uman) یک کوه در پرو است که در Peru, Lima Region واقع شده‌است. اومان ۵٬۴۳۱ متر بالاتر از سطح دریا واقع شده‌است.